# Juan Bosch
Juan Emilio Bosch Gaviño, conegut simplement com a Juan Bosch   (La Vega, 30 de juny de 1909 - Salcedo, 1 de novembre de 2001), va ser un contista, assagista, novel·lista, narrador, historiador, educador i polític dominicà. Bosch va ser el primer president de la República Dominicana elegit democràticament per un breu període el 1963. Prèviament, havia estat el líder de l'oposició dominicana a l'exili contra el règim dictatorial de Rafael Leónidas Trujillo durant més de 25 anys. Avui dia se'l recorda com un polític honest i com un dels escriptors més prominents de la literatura dominicana. Bosch és el fundador tant del Partit Revolucionari Dominicà (PRD) el 1939, com del Partit de la Lliberació Dominicana (PLD) el 1973.

## Primers anys
Juan Bosch va néixer a la ciutat de la Vega el 30 de juny de 1909. Fill de José Bosch Subirats, català de Tortosa, i de la porto-riquenya d'ascendència gallega Ángela Gaviño Costales. Va viure els primers anys de la seva infància en una petita comunitat rural anomenada Rio Verde. El 1924 es va traslladar a Santo Domingo, on va treballar en diverses botigues comercials. Més tard el 1929 va viatjar a Espanya, Veneçuela i algunes illes del Carib.
El 1931 va tornar a la República Dominicana. Cap al 1933 va publicar el seu primer llibre de contes, "Camino Real", i més endavant "La mujer". Bosch creava i editava la secció literària del diari Listín Diario, convertint-se en crític i assagista.
El 1933 Bosch al costat de diversos escriptors destacats de l'època formen el grup conegut com La Cueva.

## Vida a l'exili
Bosch va ser empresonat per les seves idees polítiques, i és alliberat després de diversos mesos. El 1938, sabent que el tirà el volia comprar amb un lloc al Congrés, Bosch va aconseguir sortir del país, establint-se a Puerto Rico.
El 1939, Bosch es va traslladar a Cuba, on va dirigir una edició de les obres completes de Eugenio María de Hostos, cosa que defineix els seus ideals patriòtics i humanistes. Al juliol, amb altres exiliats polítics, va fundar el Partit Revolucionari Dominicà, el qual es va destacar per ser l'organisme més actiu contra Trujillo fora de la República Dominicana.
Bosch simpatitzava fortament amb les idees d'esquerra, però sempre va negar qualsevol afiliació comunista. Va col·laborar amb el Partit Revolucionari Cubà i va tenir un paper important en l'elaboració de la Constitució que va ser promulgada el 1940.
En els anys transcorreguts entre 1940 i 1945 es va destacar com un dels més notables escriptors de contes de la regió i va treballar activament en la formació d'un front antitrujillista encapçalat pel Partit Revolucionari Dominicà.
Quan Fulgencio Batista va dirigir un cop d'estat contra Prío Socarrás i va assumir la presidència el 1952, Bosch va ser empresonat per les forces de Batista. Després de ser alliberat, se'n va anar de Cuba i es va dirigir a Costa Rica, on va dedicar el seu temps a tasques pedagògiques i a les seves activitats com a líder del PRD.
El 1959, es va dur a terme la Revolució Cubana, dirigida per Fidel Castro que va motoritzar un reordenament polític, econòmic, i social en els països del Carib. Bosch, amb instint precís, va percebre el procés històric que s'havia iniciat, i va escriure una carta a Trujillo, el 27 de febrer 1961. Li va dir a Trujillo que el seu paper polític, en termes històrics, havia conclòs a la República Dominicana.

### Atemptat
El 1947 estant Bosch a l'exili, específicament en una visita a Mèxic, va ser víctima d'un atemptat ordenat per Trujillo. L'atemptat va ser evitat gràcies a la intervenció del seu rival polític Joaquín Balaguer, que exercia com ambaixador a Mèxic i va advertir a les autoritats d'aquest país donant detalls del pla.

## Presidència i oposició
Després de 23 anys a l'exili, Joan Bosch va tornar al seu país quan Trujillo va ser assassinat el 30 de maig de 1961. La seva presència en la vida política nacional, com a candidat presidencial del Partit Revolucionari Dominicà, va ser un nou canvi per als dominicans. La seva manera de parlar, directa i senzilla, sobretot en dirigir-se a les capes més baixes de la població, tant rurals com urbanes, li va permetre desenvolupar una profunda influència i simpaties populars. Immediatament va ser acusat per l'Església i els conservadors de ser comunista, però en les eleccions del 20 de desembre de 1962, Bosch va obtenir un triomf total sobre el seu principal opositor Viriato Fiallo de la Unió Cívica Nacional, el que es coneix com les primeres eleccions lliures en la història del país.
El 27 de febrer de 1963, Bosch i Segundo Armando González Tamayo van prendre possessió com a nou President i Vicepresident de la República Dominicana, en una cerimònia que va comptar amb la participació d'importants líders democràtics i personalitats, com Luis Muñoz Marín i José Figueres. Bosch va fer immediatament una profunda reestructuració del país. El 29 d'abril, es va promulgar una nova constitució liberal. El nou document concedia la llibertat que els dominicans mai havien conegut. Entre altres coses, va declarar els drets laborals, i va esmentar els sindicats, les dones embarassades, les persones sense llar, la família, els drets dels infants i els joves, els agricultors, i els fills il·legítims.
No obstant això, Bosch es va enfrontar a poderosos opositors. Va intentar acabar amb els latifundis, provocant la ira dels terratinents. L'Església Catòlica Romana va creure que Bosch estava intentant secularitzar el país. Als industrials no els agradava els beneficis que la nova Constitució atorgava a la classe obrera. Els militars, que abans gaudien de la llibertat de fer el que volguessin, van sentir que Bosch els sotmetia. A més, el govern dels Estats Units es va mostrar escèptic davant el menor indici de la política d'esquerra al Carib després que Fidel Castro es declarés obertament comunista.
Bosch va ordenar la militarització de la frontera amb Haití després del setge de l'Ambaixada Dominicana a Puerto Príncipe per part de policies haitians que exigien el lliurament d'asilats polítics.

### Cop d'estat
El 25 de setembre de 1963, després de només set mesos en el càrrec, Bosch va ser enderrocat en un cop d'estat encapçalat pel coronel Elías Wessin i substituït per una junta militar. Bosch es va tornar a exiliar a Puerto Rico.
Amb menys de dos anys, un descontent creixent va generar una revolta militar el 24 abril 1965, que exigia la restauració de Bosch. Els insurgents, al comandament del coronel Francisco Caamaño, van eliminar a la junta de militar, però el 28 d'abril, els Estats Units van enviar 42.000 tropes a l'illa per defensar el règim militar.
Es va formar un govern interí, i es van fixar noves eleccions van per l'1 de juliol 1966. Bosch va tornar al país i es va llançar com a candidat presidencial del seu partit. No obstant això, va fer una campanya una mica menys intensa, tement per la seva seguretat i creient que seria expulsat del seu càrrec per l'exèrcit una altra vegada si guanyés. Va ser derrotat per Joaquín Balaguer, qui va obtenir el 57% dels vots.

## Després dels successos: darrers anys
Durant l'última meitat de la dècada de 1960, Bosch es va traslladar a Espanya, on va continuar escrivint assajos polítics i històrics.
El 1970, Bosch va tenir la intenció de reorganitzar el Partit Revolucionari Dominicà, tornant als seus membres militants actius, estudiosos de la realitat històrica i social del país. El seu projecte no va ser acceptat pel fet que la majoria dels membres s'inclinaven cap a una direcció més de corrent socialdemòcrata. A més, donada la repressió militar, i la manca d'igualtat política entre el PRD i el Partit Reformista Social Cristià, Bosch es va abstenir de les eleccions de 1970.
Les diferències i contradiccions entre Bosch i un sector important del PRD, així com la corrupció que havia començat a créixer dins del partit, li va fer abandonar l'organització el 1973, i així es va fundar el Partit de l'Alliberament Dominicà (PLD) el 15 de desembre d'aquest mateix any.
Més tard es va presentar sense èxit a la presidència com a candidat del PLD el 1978, 1982, 1986, 1990 i 1994, estant més a prop de guanyar el 1990, però hi va haver greus acusacions de frau en contra de Balaguer.
Després de ser tercer en les eleccions de 1994, Bosch es va retirar de la política. Ja amb 85 anys i amb símptomes evidents de la malaltia d'Alzheimer. El 1996 va ser portat pràcticament a la consolidació del "Front Patriòtic", una aliança entre el PLD i la seva permanent oposició de Balaguer, com a part del pla d'aquest últim a la derrota del PRD en les pròximes eleccions presidencials d'aquest any.

## Mort i llegat
Don Juan, com és afectuosament recordat per molts, va morir l'1 de novembre de 2001, a Santo Domingo. Com expresident, va rebre els honors corresponents al Palau Nacional, i va ser enterrat a la seva ciutat natal de La Vega.
Fins ara, se'l recorda com un home de principis. Ell mateix es va descriure com una persona "no-comunista" i amic de Fidel Castro, i li va dir a un entrevistador el 1988 que mai havia estat marxista.
El seu llegat en la política és més que rellevant: els seus ideals, mentre han estat oblidats o traïts pels seus seguidors, encara són valorats a l'hora de referir-se a la bona Administració pública. Molts creuen que la República Dominicana hauria prosperat tant econòmicament com políticament, sense l'ajuda exterior (és a dir, EUA). El govern de Bosch havia estat capaç de defensar-se de les manifestacions i pressions encobertes de l'administració de Johnson, de dur a terme totes les reformes que va proposar.
Les contribucions del professor Bosch a la literatura a través dels seus relats, novel·les, contes i assaigs el van convertir en un model a seguir per a diverses generacions d'escriptors, periodistes i historiadors. En un moment donat, el Premi Nobel Gabriel García Márquez va dir que Bosch havia estat una de les seves majors influències.

## Obres
Contes
- La Mujer (1933)
- Camino Real (1933)
- La Bella Alma de Don Damián (1939)
- Dos Pesos de Agua (1941)
- Luis Pie (1942)
- Maravilla (1946)
- En Un Bohío (1947)
- Callejón Pontón (1948)
- La Muchacha de la Guaira (1955)
- Cuentos de Navidad (1956)
- Cuentos Escritos en el Exilio (1962)
- Más Cuentos Escritos en el Exilio (1962)
- Cuentos Escritos Antes del Exilio
- Cuentos (1983)
- Cuentos Selectos (1992)
- El Algarrobo
- Cuentos Más Que Completos
- Todo Un Hombre
- Fragata
- Dos Amigos
- Un Niño
- El Río y Su Enemigo
- Un Hombre Virtuoso
- El Difunto Estaba Vivo
- Mal Tiempo
- El Socio
- Capitán
- Los Últimos Monstruos
- Rosa
- La Nochebuena de Encarnación Mendoza
- La Verdad
- Los Amos

Novel·la
- La Mañosa (1936)
- El Oro y la Paz (1975)

Assaigs i articles
- Indios, Apuntes Históricos y Leyendas (1935)
- Mujeres en la Vida de Hostos (1938)
- Hostos, el Sembrador (1939)
- Judas Iscariote, el Calumniado (1955)
- Póker de Espanto en el Caribe (1955)
- Cuba, la Isla Fascinante (1955)
- Apuntes Sobre el Arte de Escribir Cuentos (1958)
- Trujillo: Causa de Una Tiranía Sin Ejemplo (1959)
- Simón Bolívar, Biografía Para Escolares (1960)
- Apuntes Para Una Interpretación de la Historia Costarricense (1962)
- David, Biografía de Un Rey (1963)
- Bolívar y la Guerra Social (1964)
- Crisis de la Democracia de América en la República Dominicana (1964)
- El Pentagonismo, Sustituto del Imperialismo (1966)
- Dictadura Con Respaldo Popular(1969)
- De Cristóbal Colón a Fidel Castro (1969)
- Breve historia de la oligarquía (1970)
- Composición Social Dominicana (1970)
- El Caribe: Frontera Imperial (1970)
- Tres Conferencias Sobre el Feudalismo (1971)
- La Revolución Haitiana (1971)
- De México a Kampuchea (1975)
- Guerrilleros y Crisis Eléctrica (1975)
- De la Concordia a la Corrupción (1976)
- EL Napoleón de las Guerrillas (1976)
- Viaje a los Antípodas (1978)
- La Revolución de Abril (1980)
- Juan Vicente Gómez: Camino del Poder (1982)
- La Guerra de la Restauración (1982)
- Las Clases Sociales en República Dominicana (1982)
- Perfil Político de Pedro Santana (1982)
- El Partido: Concepción, Organización y Desarrollo (1983)
- Capitalismo, Democracia y Liberación Nacional (1983)
- La Pequeña Burguesía en la Historia de la República Dominicana (1985)
- La fortuna de Trujillo (1985)
- El Capitalismo Tardío en la República Dominicana (1986)
- Máximo Gómez: De Monte Cristi a la Gloria, Tres Años de Guerra en Cuba (1987)
- El Estado: Sus Orígenes y Desarrollo (1987)
- Textos Culturales y Literarios (1988)
- Las Dictaduras Dominicanas (1988)
- 33 Artículos de Temas Políticos (1988)
- La Función del Líder (1988)
- Consideraciones Acerca del Político: La Vocación y el Oficio (1989)
- La Revulución Rusa Comenzó en 1905 (1989)
- No Todas las Revoluciones Han Tenido Programa
- Obras Completas I y II (1989)
- El PLD: Un Partido Nuevo en América (1989)
- Temas Económicos I y II (1990)
- El PLD: Colección de Estudios Sociales (1990)
- Obras Completas III y IV (1990)
- Temas Históricos I (1991)
- Breve Historia de los Pueblos Árabes (1991)
- Obras Completas V, VI y VII (1991)
- Obras Completas VIII (1992)
- Obras Completas IX (1993)
- Ideología y Táctica en la Actividad Política
- Táctica y Estrategia
- Opiniones Sobre Cultura Política
- Algunos Conceptos Acerca del Estado: Cómo Funciona Ese Aparato de Poder
- Las Luchas Obreras en los Estados Unidos
- En la República Dominicana la Social Democracia es Una Estafa Política
- Simón Bolívar el de las Luchas Portentosas
- La Muerte de Trujillo: Secreto Develado
- Haití a Través de Su Historia
- La Crisis Capitalista en la Economía Norteamericana
- Los Dólares Que Nos Prestan Valen Cada Vez Menos

 Conferències 
- Tres Conferencias Sobre la Inflación.
- Mon Cáceres, el Tiranicida.
- García Godoy y Su Obra.
- El PRD y la Lucha de Clases.
- Opinión Sobre Dos Novelas de Gabriel García Márquez y Una de Miguel Otero Silva.
- Las Panteras Negras: Un Caso de Sociología Política.
- Datos Para la Historia del Azúcar en la República Dominicana.
- Prólogo Indispensable a Una Breve Historia de la Oligarquía.